# Austrochernes dewae
Espèce
Synonymes
- Sundochernes dewae Beier, 1967
- Troglochernes dewae (Beier, 1967)

Austrochernes dewae est une espèce de pseudoscorpions de la famille des Chernetidae.

## Distribution
Cette espèce est endémique d'Australie. Elle se rencontre en Nouvelle-Galles du Sud, au Queensland et en Australie-Occidentale.

## Description
Le mâle holotype mesure 3 mm et la femelle paratype 3 mm.
Les mâles mesurent de 2,34 à 2,81 mm et les femelles de 2,51 à 3,05 mm.

## Systématique et taxinomie
Cette espèce a été décrite sous le protonyme Sundochernes dewae par Beier en 1967. Elle a été placée dans le genre Troglochernes par Harvey et Volschenk en 2007 puis dans le genre Austrochernes par Harvey en 2018.

## Étymologie
Cette espèce est nommée en l'honneur de Barbara Dew.

## Publication originale
- Beier, 1967 : Some Pseudoscorpionidea from Australia, chiefly from caves. Australian Zoologist, vol. 14, p. 199-205 (texte intégral).